# Kim Alexis
Kim Alexis (Lockport, Nova York, 15 de julho de 1960) é uma modelo e atriz americana.

## Biografia

### Carreira
Kim é considerada uma supermodelo desde os anos 80. Em 1983, passou a representar a linha Ultima II, da Revlon, substituindo Lauren Hutton.
Apresentou diversos programas de televisão durante os anos 90 nos canais Family e Lifetime. Kim apareceu no episódio "One for the Road" da série Cheers, em 1993, além de participar do filme Holy Man, ao lado de Eddie Murphy, em 1998.
Em 2005, participou do reality show do VH1 But Can They Sing?, no qual celebridades, que nunca haviam cantado, tinha que se apresentar para uma platéia; foi eliminada na segunda semana.

### Vida pessoal
Alexis é casada com o ex-jogador de hockey Ron Duguay, com quem tem um filho. Ela tem dois filhos de seu casamento anterior com Jim Stockton, que tem dois filho de seu próprio primeiro casamento. Reside em Wayne, Nova Jersey.
É cristã e ativista de movimentos pró-vida.